# Кіндіа (провінція)
Кіндіа (фр. Kindia) — адміністративний регіон на заході Гвінеї. Адміністративний центр — місто Кіндіа. Площа регіону складає 28 873 км², населення — 1 432 900 осіб (2009).

## Географія
На півночі та заході межує з регіоном Боке, на північному сході — з Лабе, на сході — з Маму, на південному заході — зі столичним регіоном Конакрі, на південному сході — зі Сьєрра-Леоне. З південного заходу регіон омивається Атлантичним океаном.
Географічно провінція Кіндіа розташована в регіоні Нижня Гвінея.

## Адміністративний поділ
Провінція поділяється на 5 префектур:
- Койя
- Дубрека
- Форекарія
- Кіндіа
- Телімеле

| Гвінея | Це незавершена стаття з географії Гвінеї. Ви можете допомогти проєкту, виправивши або дописавши її. |